# Argentinië op de Olympische Winterspelen 2006
Tijdens de Olympische Winterspelen van 2006 die in Turijn werden gehouden nam Argentinië deel met negen sporters, vijf mannen en vier vrouwen. Er werden geen medailles veroverd, de 23e plaats van Cristian Javier Simari Birkner op de onderdelen combinatie en slalom bij het alpineskiën waren de beste prestaties van de Argentijnse atleten tijdens deze Winterspelen.

## Deelnemers en resultaten

### Alpineskiën
| Naam                               | Discipline       | Klassering | Resultaten                                        |
| ---------------------------------- | ---------------- | ---------- | ------------------------------------------------- |
| Cristian Javier Simari Birkner (2) | Combinatie (m)   | 23e        | afdaling: 1.43,93 slalom: 1.32,61 totaal: 3.16,54 |
| Cristian Javier Simari Birkner (2) | Reuzenslalom (m) | 23e        | run 1: 1.22,37 run 2: 1.20,19 totaal: 2.42,56     |
| Cristian Javier Simari Birkner (2) | Slalom (m)       | DNF        | run 1: niet gefinisht                             |
| Facundo Aguirre                    | Reuzenslalom (m) | DNF        | run 1: niet gefinisht                             |
|                                    |                  |            |                                                   |
| Miriam Vazquez                     | Afdaling (v)     | 39e        | 2.07,42                                           |
| Macarena Simari Birkner (2)        | Combinatie (v)   | 26e        | afdaling: 1.35,72 slalom: 1.26,94 totaal: 3.02,66 |
| Macarena Simari Birkner (2)        | Reuzenslalom (v) | 31e        | run 1: 1.05,81 run 2: 1.13,62 totaal: 2.19,43     |
| Macarena Simari Birkner (2)        | Slalom (v)       | 36e        | run 1: 45,90 run 2: 51,17 totaal: 1.37,07         |
| María Belén Simari Birkner (2)     | Combinatie (v)   | 29e        | afdaling: 1.36,72 slalom: 1.28,63 totaal: 3.05,35 |
| María Belén Simari Birkner (2)     | Reuzenslalom (v) | DNF        | run 1: niet gefinisht                             |
| María Belén Simari Birkner (2)     | Slalom (v)       | 37e        | run 1: 46,35 run 2: 51,26 totaal: 1.37,51         |
| María Belén Simari Birkner (2)     | Super-G (v)      | 47e        | 1.38,02                                           |

### Biatlon
| Naam               | Discipline       | Klassering | Resultaten             |
| ------------------ | ---------------- | ---------- | ---------------------- |
| Sebastian Beltrame | 10 km sprint (m) | 88e        | 33.32,4 met 5 fouten   |
| Sebastian Beltrame | 20 km (m)        | 85e        | 1:09.24,3 met 9 fouten |

### Freestyleskiën
| Naam            | Discipline  | Klassering | Resultaten |
| --------------- | ----------- | ---------- | ---------- |
| Clyde Getty (2) | Aerials (m) | 28e        | 79,88 pnt. |

### Langlaufen
| Naam           | Discipline         | Klassering | Resultaten |
| -------------- | ------------------ | ---------- | ---------- |
| Martin Bianchi | 15 km klassiek (m) | 87e        | 49.08,0    |

### Rodelen
| Naam             | Discipline | Klassering | Resultaten                                                               |
| ---------------- | ---------- | ---------- | ------------------------------------------------------------------------ |
| Michelle Despain | Vrouwen    | 24e        | run 1: 50,062 run 2: 54,061 run 3: 50,120 run 4: 52,898 totaal: 3.27,141 |

Albanië · Algerije · Amerikaanse Maagdeneilanden · Andorra · Argentinië · Armenië · Australië · Azerbeidzjan · België · Bermuda · Bosnië en Herzegovina · Brazilië · Bulgarije · Canada · Chili · China · Chinees Taipei · Costa Rica · Cyprus · Denemarken · Duitsland · Estland · Ethiopië · Finland · Frankrijk · Georgië · Griekenland · Groot-Brittannië · Hongarije · Hongkong · Ierland · IJsland · India · Iran · Israël · Italië · Japan · Kazachstan · Kenia · Kirgizië · Kroatië · Letland · Libanon · Liechtenstein · Litouwen · Luxemburg · Macedonië · Madagaskar · Moldavië · Monaco · Mongolië · Nederland · Nepal · Nieuw-Zeeland · Noord-Korea · Noorwegen · Oekraïne · Oezbekistan · Oostenrijk · Polen · Portugal · Roemenië · Rusland · San Marino · Senegal · Servië en Montenegro · Slovenië · Slowakije · Spanje · Tadzjikistan · Thailand · Tsjechië · Turkije · Venezuela · Verenigde Staten · Wit-Rusland · Zuid-Afrika · Zuid-Korea · Zweden · Zwitserland